# 전환시대의 논리
중《전환시대의 논리》 는 리영희가 1970년대초에 월간지와 계간지에 기고한 글을 모아 엮은 것으로 그 시대의 시대상을 해설한 책이다.

## 주요 내용

### 베트남 전쟁
리영희는 베트남 전쟁을 "공산주의에 맞선 성전"이라는 당시 정부와 언론의 주장을 반박하여, 이를 식민지 억압에서 벗어나려는 민족해방전쟁을 재해석 하였다.
특히 '펜타곤 페이퍼'(미국 국방부 극비문서)를 분석해 미국의 전쟁 개입이 거짓과 기만에 기반했음을 폭로하며, 한국의 파병 결정도 비판하였다. 

### 중국과 사회주의
그는 마오쩌둥과 중국의 문화대혁명을 다루며, 당시 한국에서 '중공' 으로만 치부되던 중화인민공화국을 대화와 이해의 대상으로 보아야 한다고 주장하였다. 문화대혁명을 물질주의에서 인간 본성으로의 전환으로 미화한 부분은 이후 오판으로 인정되었지만, 이는 반공주의에 갇힌 한국 사회의 인식 전환을 촉구하기 위한 의도였다.

### 한미관계와 일본의 재등장
리영희는 미국의 동아시아 전략에서 한국이 단순한 반공 기지로 이용되고 있으며, 일본의 재무장과 경제적 부흥이 미국의 중국 견제 정책과 연관 있다고 분석하였다.  이는 한국이 강대국 사이에서 자율성을 잃고 있다는 그의 문제의식을 드러내었다. 

### 반공주의 비판
그는 맹목적 반공주의가 한국 사회의 사고를 억압하고 진실을 가린다고 보았다. 그는 이를 "정치적 신학"으로 비유하며, 이성적이고 과학적인 접근으로 대체해야 한다고 주장하였다.  

### 현실인식
그는 객관적 사실과 공식 문서를 바탕으로 냉전 체제의 허구성을 밝혔고, 한국이 국제정세 속에서 스스로 주체적 입장을 찾아야 한다고 강조하였다.  

## 영향
1974년은 박정희 정권이 유신헌법으로 영구 집권을 시도하던 시기였다. 이 책은 출간 직후 베스트셀러가 되었으나, 리영희는 반공법 위반으로 1977년 구속되어 2년간 옥살이를 했다.  문재인, 유시민, 진중권 등 많은 민주화 운동가와 지식인이 이 책을 읽고 사상적 전환을 경험했다고 밟혔다. 중앙정보부 조사에서도 운동권 학생들이 가장 영향을 받은 책 1위로 이 책을 꼽았다. 

## 비판
일부 보수 진영에서는 이 책을 "사회주의를 미화한다"며 비판했고, 리영희를 "마르크스주의 동조자" 로 낙인찍기도 했다. 그러나 그는 공산주의 자체를 찬양한 것이 아니라, 한국 사회의 편협한 시각을 깨기 위한 도구로 활용했다고 반박하였다.  